# Rozhledna U Jakuba
Rozhledna U Jakuba je dřevěná rozhledna u Valtínova v okrese Jindřichův Hradec, nachází se na Havlově hoře v Javořické vrchovině, v České Kanadě.

## Historie
Na Havlově hoře kdysi stávala dřevěná triangulační věž, která sloužila armádě pro účely triangulace a mapování okolního terénu. Na Havlově hoře stála zřejmě až do začátku sedmdesátých let 20. století. Majitel pozemku, ing. Karel Plucar, se rozhodl vybudovat novou turistickou rozhlednu. Pro financování stavby si zajistil podporu Ministerstva pro místní rozvoj ČR, zhotovitelem se stala rakouská firma Graf-Holztechnik GmbH. Rozhledna byla slavnostně otevřena 1. července 2013.

V roce 2016 byl areál rozhledny doplněn o náznak dřevěného opevnění ve stylu slovanského hradiště s herními prvky pro děti, lesoparkem a pódiem pro letní koncerty.

## Technické parametry
Rozhledna má železobetonový základ, na kterém stojí dřevěná konstrukce ve tvaru šestibokého hranolu s jehlanovou střechou. Je vystavěna z dřevěných lepených profilů. Výška (bez čtyřmetrového betonového podstavce) dosáhla 40,7 metru a rozhledna se tak zařadila k nejvyšším stavbám tohoto typu v ČR. Ocelové schodiště s dřevěnými schody se vine zevnitř po obvodu rozhledny. Některé z celkových 180 schodů jsou opatřeny štítky se jmény osob nebo firem, které stavbu podpořily. Prostorná vyhlídková plošina se nachází ve výšce 33,7 metru. 

## Výhledy
Z rozhledny se nabízí výhled na blízkou ves Valtínov, ale také na Dačice nebo Český Rudolec se zámkem, na okolní Přírodní park Česká Kanada. Výraznou dominantou obzoru je vrchol Javořice s mohutným vysílačem; postřehnout lze i rozhledny na Oslednici, Mařence a Křemešníku. Při zvlášť výborné dohlednosti lze spatřit i Schneeberg v rakouských Alpách.

## Přístup
K rozhledně se lze dostat pěšky nebo na kole z Valtínova, kde jsou dvě záchytná parkoviště, po nenáročné zpevněné cestě.

## Galerie

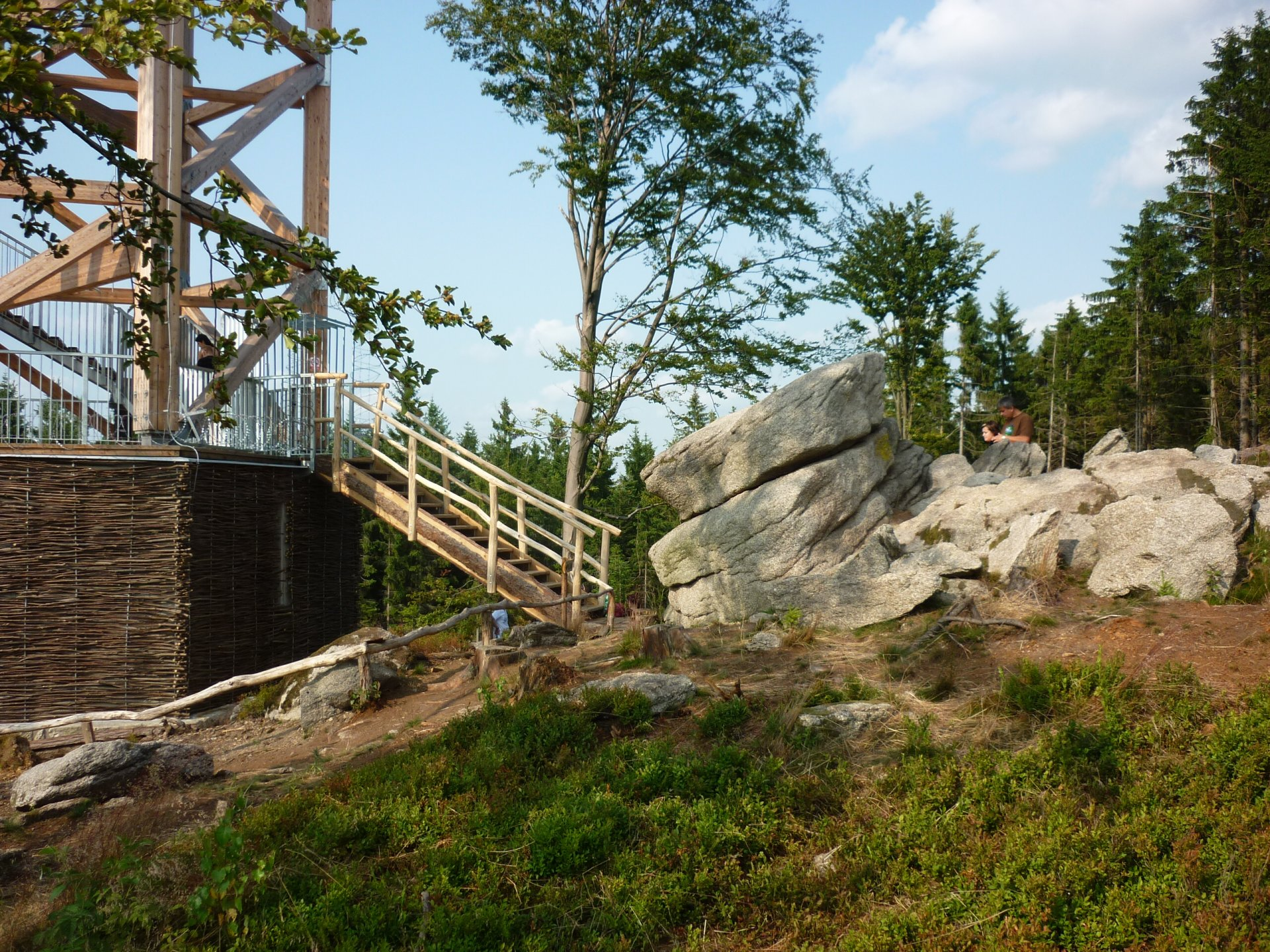
Přístupové schodiště
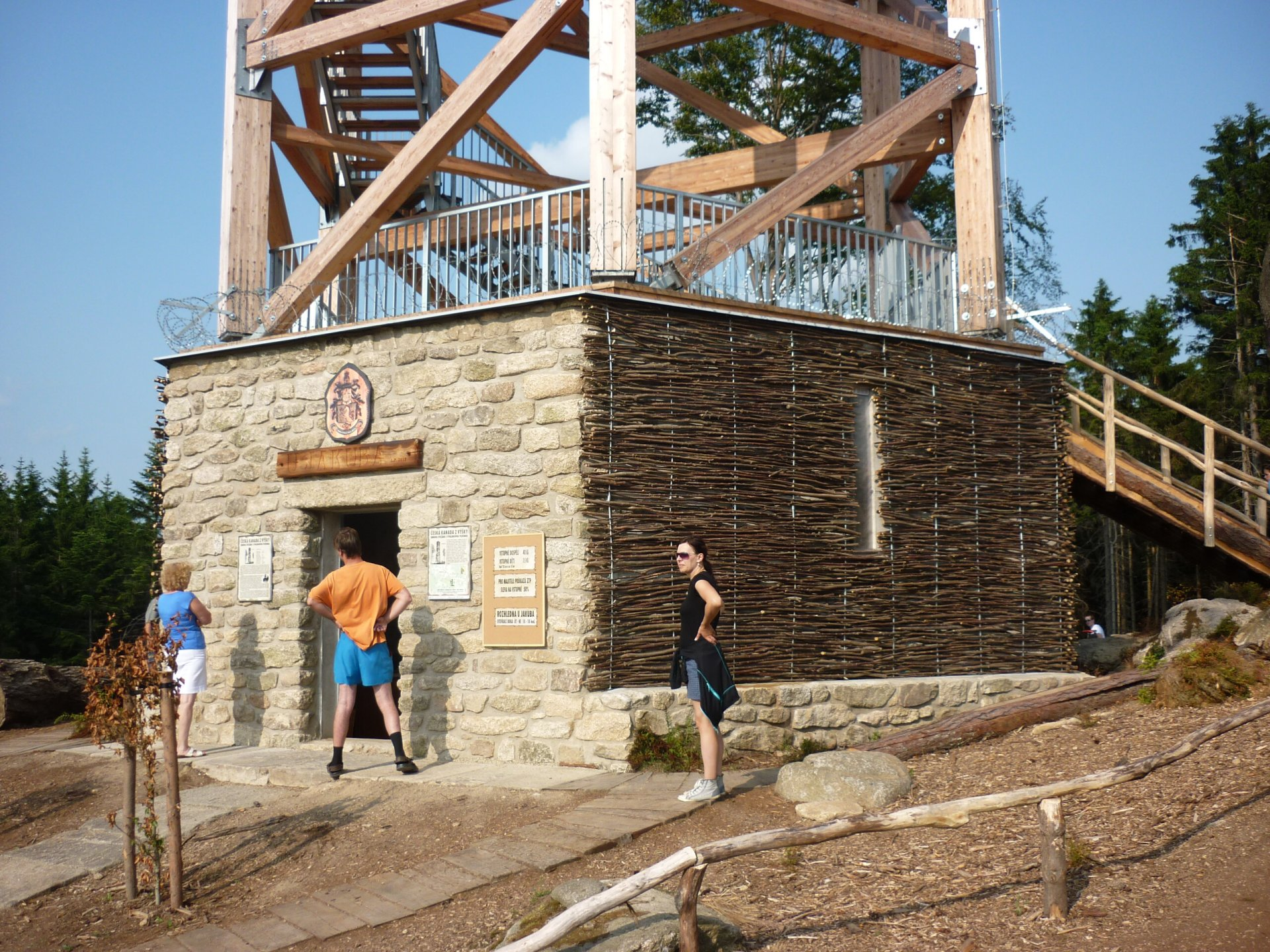
Základ rozhledny
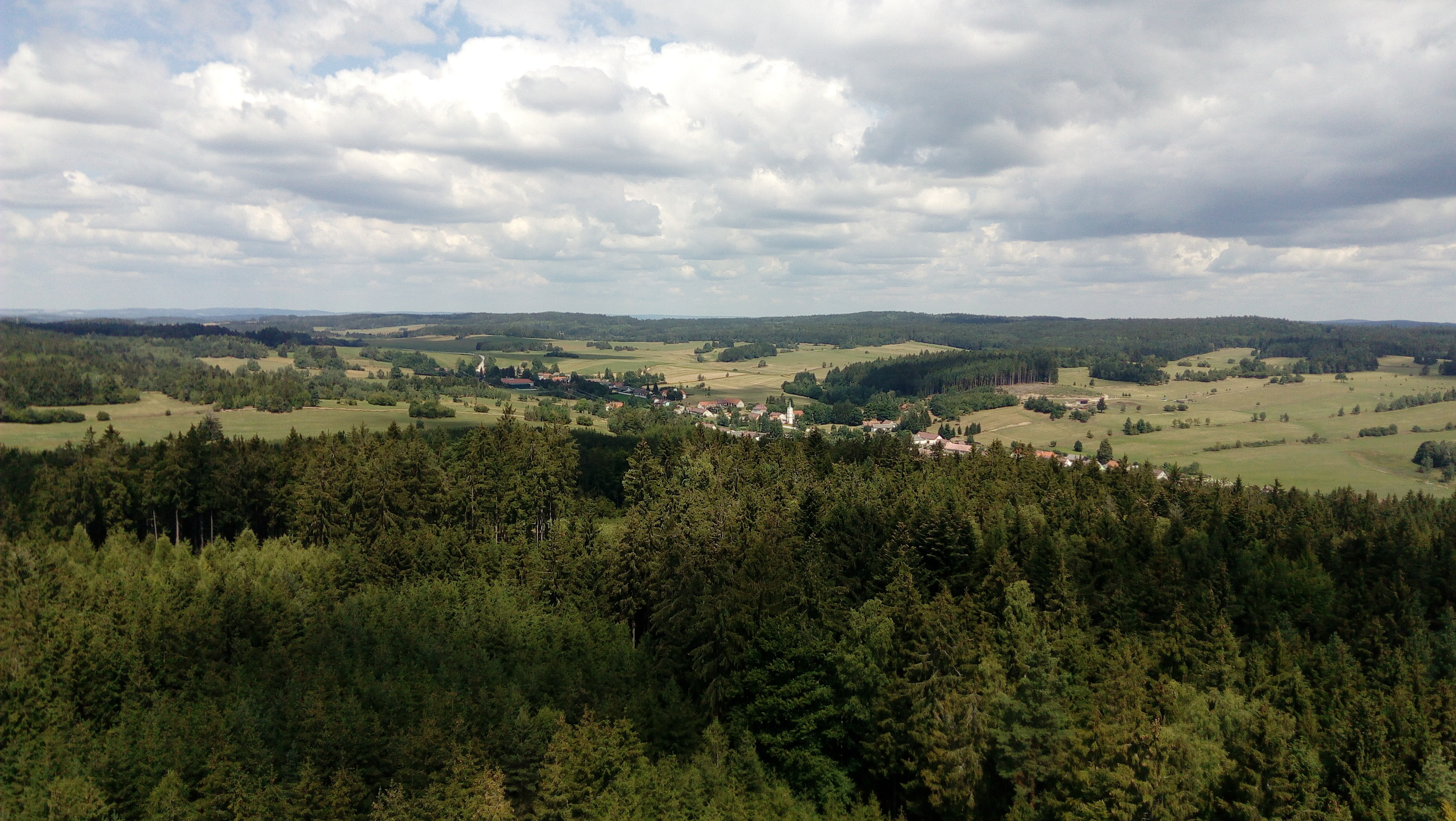
Pohled na Valtínov
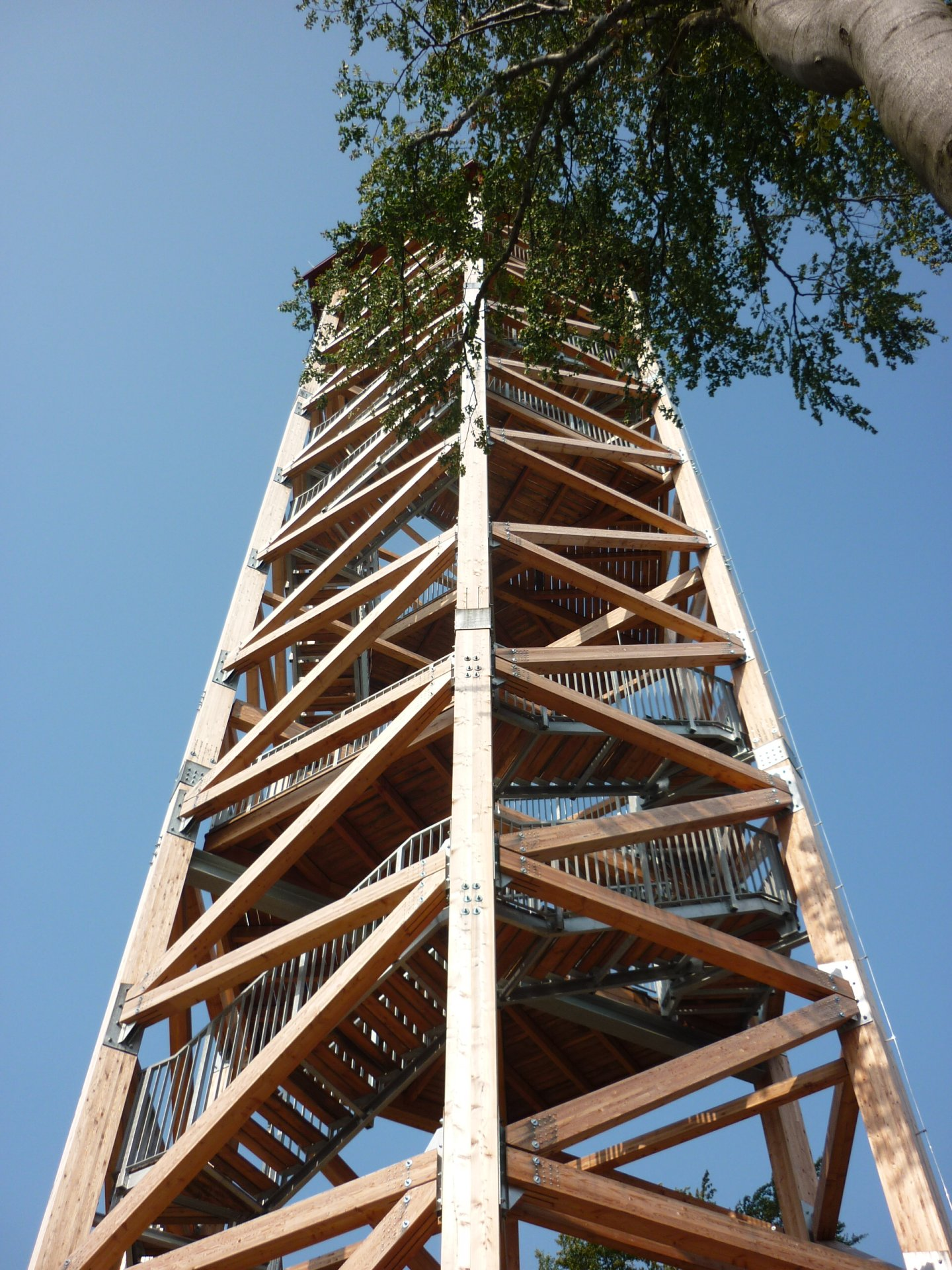
Detail konstrukce
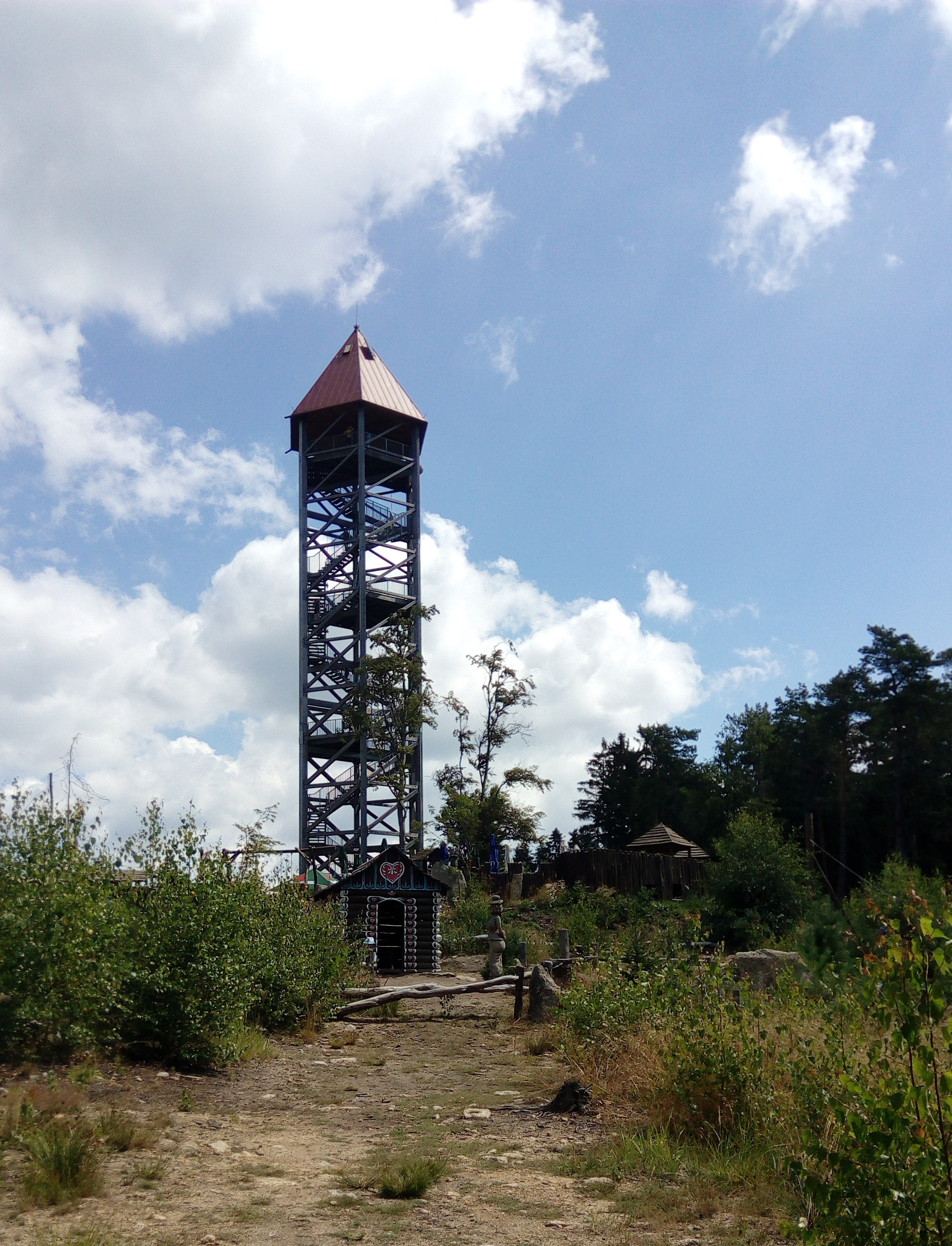
Okolí rozhledny